# Delray Beach Open 2018
Il Delray Beach Open 2018, conosciuto anche come Delray Beach Open by VITACOST.com per motivi di sponsorizzazione, è stato un torneo di tennis giocato sul cemento. È stata la 26ª edizione del Delray Beach Open, che fa parte della categoria ATP Tour 250 nell'ambito dell'ATP World Tour 2018. Si è giocato al Delray Beach Tennis Center di Delray Beach, negli Stati Uniti, dal 19 al 25 febbraio 2018.

## Partecipanti

### Teste di serie
| Nazionalità   | Giocatore             | Ranking* | Testa di serie |
| ------------- | --------------------- | -------- | -------------- |
| Stati Uniti   | Jack Sock             | 8        | 1              |
| Argentina     | Juan Martín del Potro | 9        | 2              |
| Sudafrica     | Kevin Anderson        | 11       | 3              |
| Stati Uniti   | Sam Querrey           | 12       | 4              |
| Australia     | Nick Kyrgios          | 15       | 5              |
| Stati Uniti   | John Isner            | 18       | 6              |
| Francia       | Adrian Mannarino      | 25       | 7              |
| Corea del Sud | Chung Hyeon           | 30       | 8              |
| Canada        | Milos Raonic          | 31       | 9              |

* Ranking al 12 febbraio 2018.

### Altri partecipanti
I seguenti giocatori hanno ricevuto una wild card per il tabellone principale:
- John Isner
- Reilly Opelka
- Frances Tiafoe

I seguenti giocatori sono entrati in tabellone passando dalle qualificazioni:

- Aleksandr Bublik
- Ramkumar Ramanathan
- Franko Škugor
- John-Patrick Smith

I seguenti giocatori sono entrati in tabellone come Lucky loser:
- Darian King
- Cameron Norrie
- Peter Polansky

## Campioni

### Singolare
Frances Tiafoe ha battuto in finale  Peter Gojowczyk con il punteggio di 6-1, 6-4.
- È il primo titolo in carriera per Tiafoe.

### Doppio
Jack Sock /  Jackson Withrow hanno battuto in finale  Nicholas Monroe /  John-Patrick Smith con il punteggio di 4-6, 6-4, [10-8].